# Дозио, Джованни Антонио
Джованни Антонио Дози по прозванию Дозио (итал. Giovanni Antonio Dosio; 1533, Сан-Джиминьяно — 10 февраля 1611, Казерта) — итальянский архитектор, скульптор, археолог и антиквар периода маньеризма и барокко.

## Жизнь и творчество
Джованни Антонио родился в Сан-Джиминьяно, в провинции Сиена около 1533 года. В 1548 году, после смерти отца, в возрасте пятнадцати лет он переехал в Рим, чтобы работать подмастерьем ювелира; здесь он осуществлял свою деятельность как скульптор и архитектор до достижения зрелости. Начиная с 1574 года, он чередовал кратковременные пребывания в Риме с длительными работами во Флоренции. Наконец, в 1590 году он переехал в Неаполь, где работал до самой смерти.
Его учителем был Раффаэлло да Монтелупо, по крайней мере, до 1551 года. После этого Джованни Антонио работал самостоятельно, преодолевая трудности и бедность, как рисовальщик планов и архитектурных видов (позже награвированных Себастьяно Дель Ре), а также в качестве штукатура и реставратора фрагментов древнеримской скульптуры. В 1562 году в Риме он проводил раскопки по поручению папского кондотьера Торквато Конти, который имел обширные контакты среди гуманистических и антикварных кругов Рима и хорошо знал друга Аннибале Каро, ставшего другом Дозио. Именно Дозио обнаружил фрагменты знаменитой мраморной карты Рима (Forma Urbis Romae), сделанной для императора Септимия Севера, найденной недалеко от церкви Святых Космы и Дамиана на форуме Веспасиана в Риме. Торквато Конти арендовал место раскопок у каноников церкви. Конти подарил драгоценные фрагменты своему родственнику кардиналу Алессандро Фарнезе. Затем Конти отправил Дозио в свой замок в Поли, где Дозио выполнил лепные фризы, которые до сих пор можно увидеть в помещениях первого этажа.
Эти события позволили Джованни Антонио Дозио вступить в контакт с гуманистическими кругами города и важными семьями флорентийского происхождения, такими как Гадди. Его первым римским заказом стала гробница его друга-гуманиста Аннибале Каро, построенная в 1567 году и украшенная бюстом поэта. В тот же период он работал скульптором и архитектором в Амелии, Поли, Ананьи, а также в Риме, где создал несколько монументальных гробниц.
Позднее во Флоренции (1574—1589) Дозио, возможно, сотрудничал с Бартоломео Амманати. Его годы во Флоренции более известны и полны престижных заказов. Он активно сотрудничал с Академией рисунка. Он также принял участие в конкурсе на создание фасада флорентийского собора Санта-Мария-дель-Фьоре. Во Флоренции его учеником был Джованни Баттиста Каччини.
Тем временем заказы привели его в Неаполь, где он поселился в 1589 году и где вице-король пожаловал ему престижное звание «королевского архитектора». Там он создал некоторые из своих шедевров: реконструкцию Чертозы ди Сан-Мартино и церкви Джироламини, одной из крупнейших в городе. Последняя часть его творческой деятельности проходила в Казерте, где он и скончался 10 февраля 1611 года.
Джованни Антонио Дозио оставил большой корпус гравюр и рисунков, которые имеют большое историческое значение для реконструкции классических зданий или строительных объектов архитектуры эпохи Возрождения. Дозио был педантичным рисовальщиком, который «подошёл к архитектуре прошлого с предельной объективностью и научным и историческим духом, чтобы проследить оригинальный лексикон, из которого архитектура могла черпать жизнь». В эпоху маньеризма Дозио стремился сохранить на века «чистоту классического стиля». Многие из графических работ архитектора хранятся в Отделе гравюр и рисунков галереи Уффици во Флоренции и в библиотеке Эстенсе в Модене.
Дозио является автором книги «Руины прославленных зданий города Рима» («Urbis Romae aedificiorum illustrium quae supersunt reliquiae», 1569).

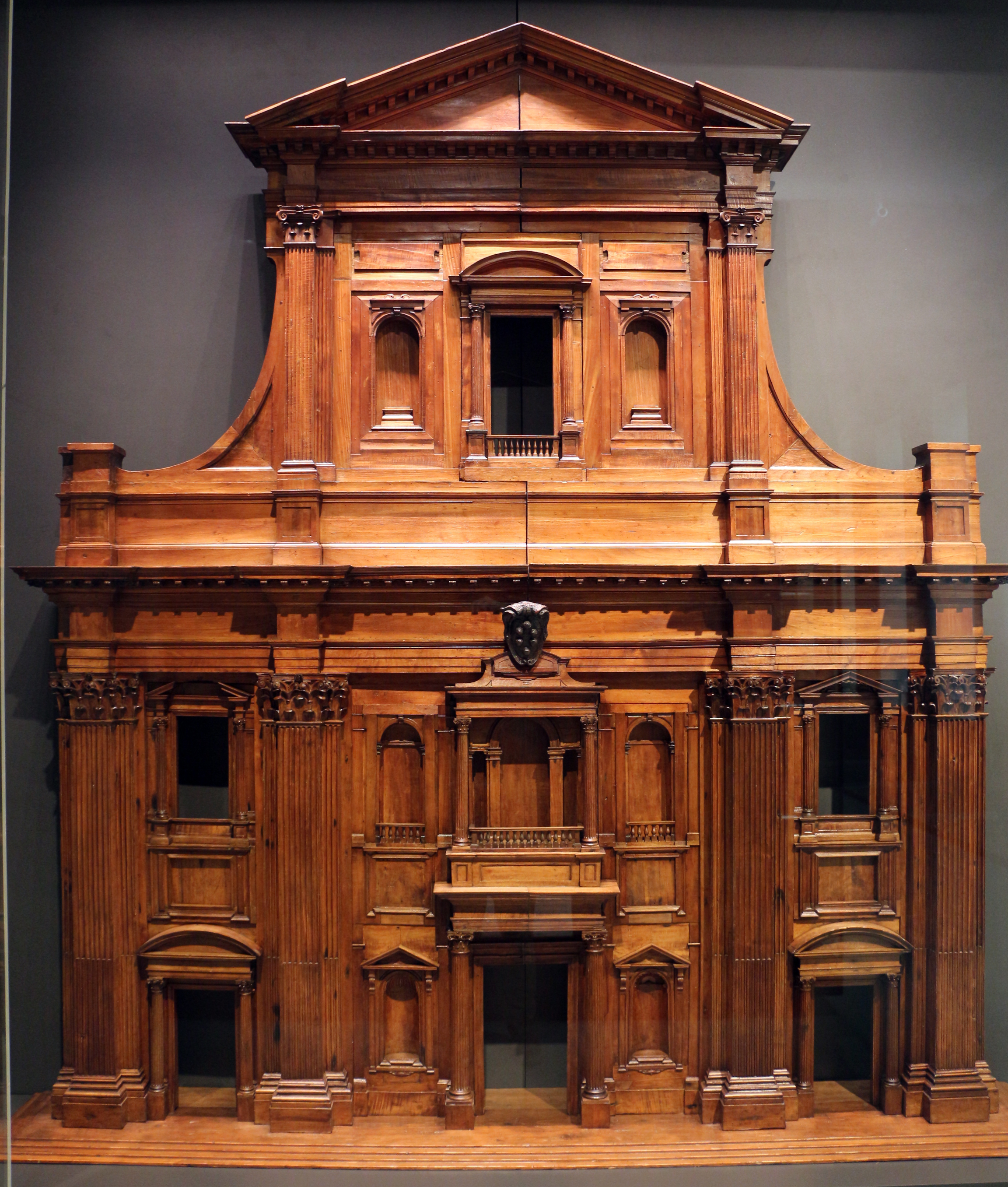
Проект фасада собора Санта-Мария-дель-Фьоре, Флоренция. 1590-1600
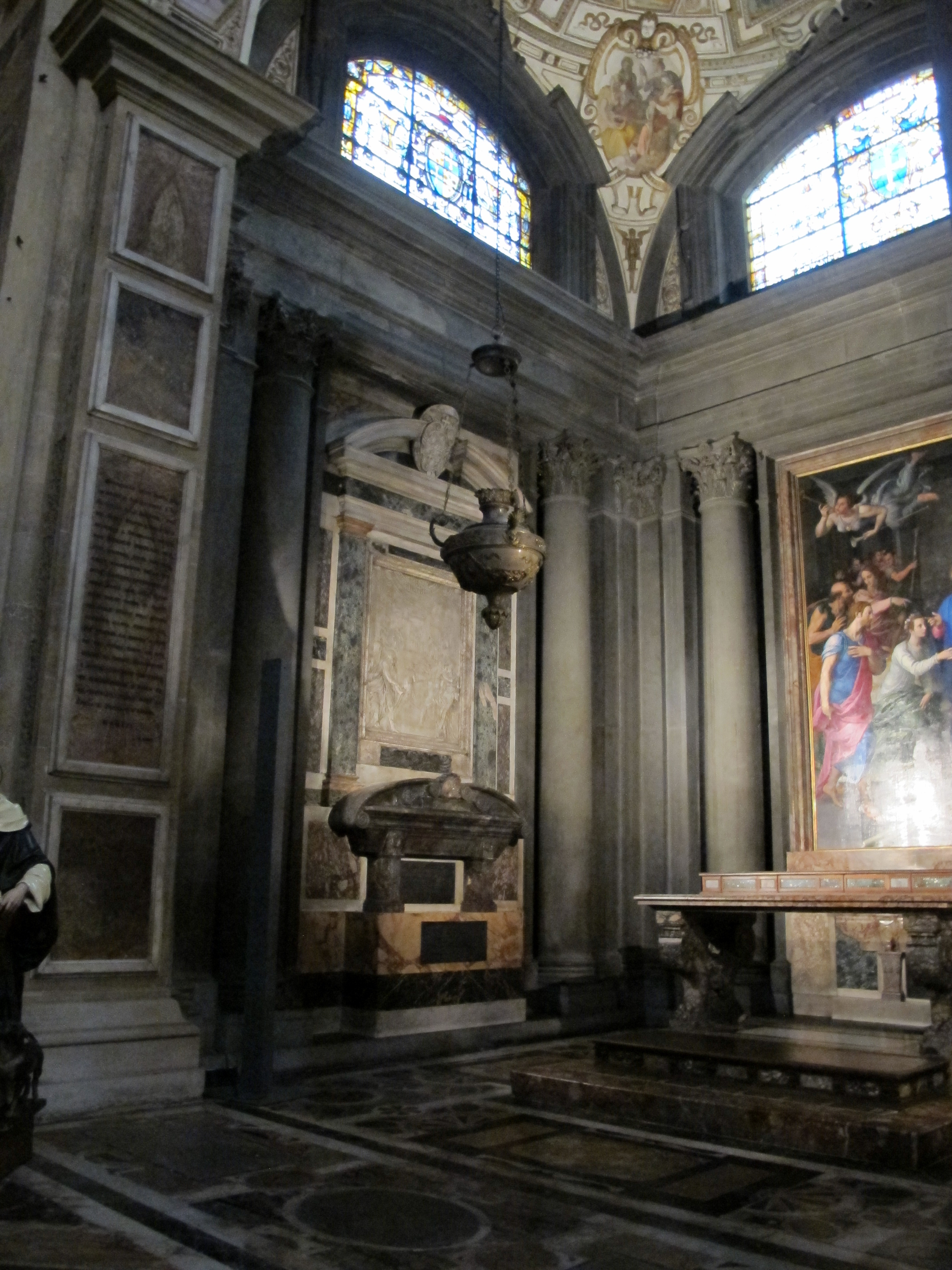
Капелла Гадди. 1576-1577. Церковь Санта-Мария-Новелла, Флоренция
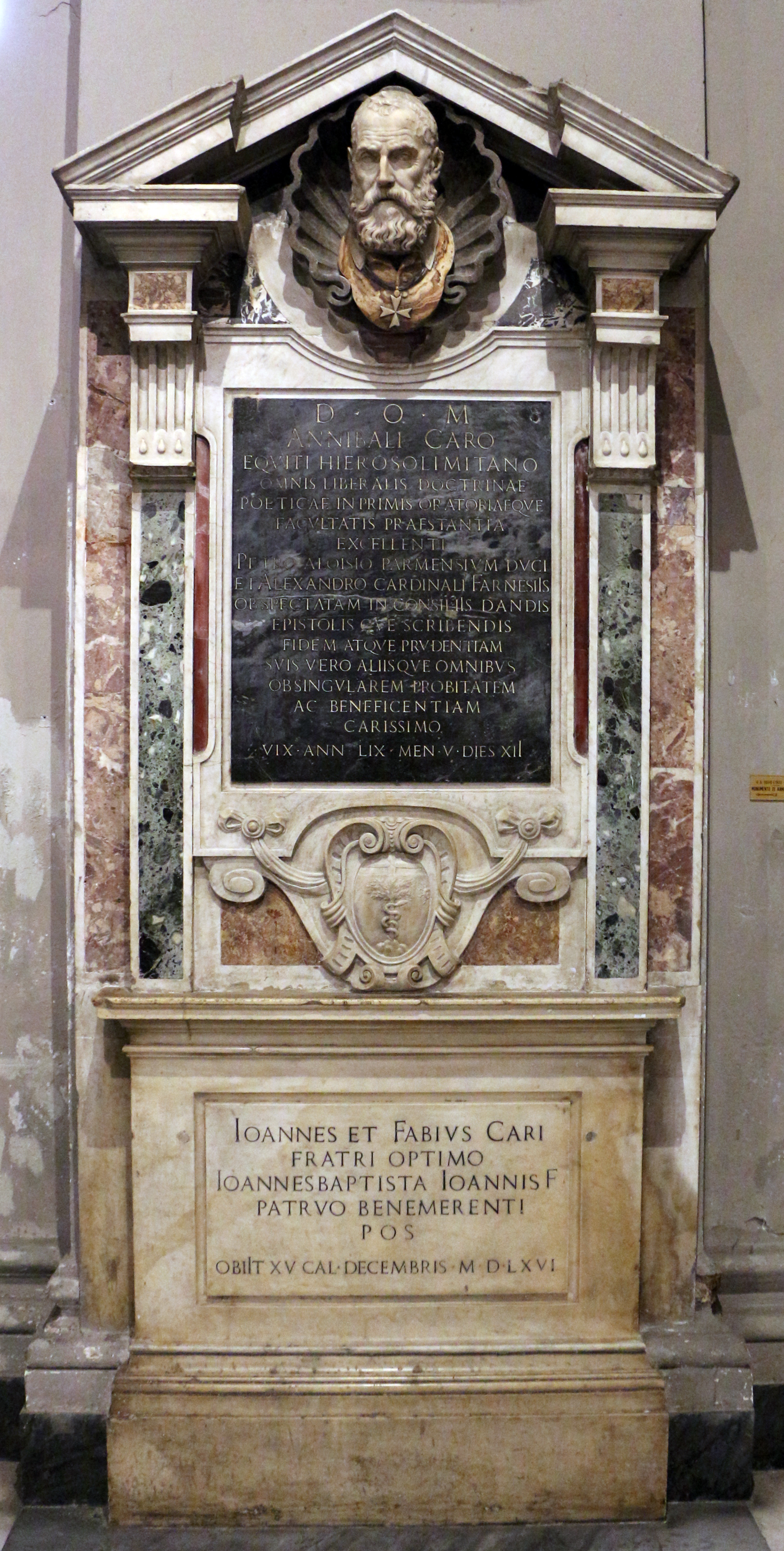
Монумент Аннибале Каро. 1567. Церковь Сан-Лоренцо-ин-Дамазо, Рим
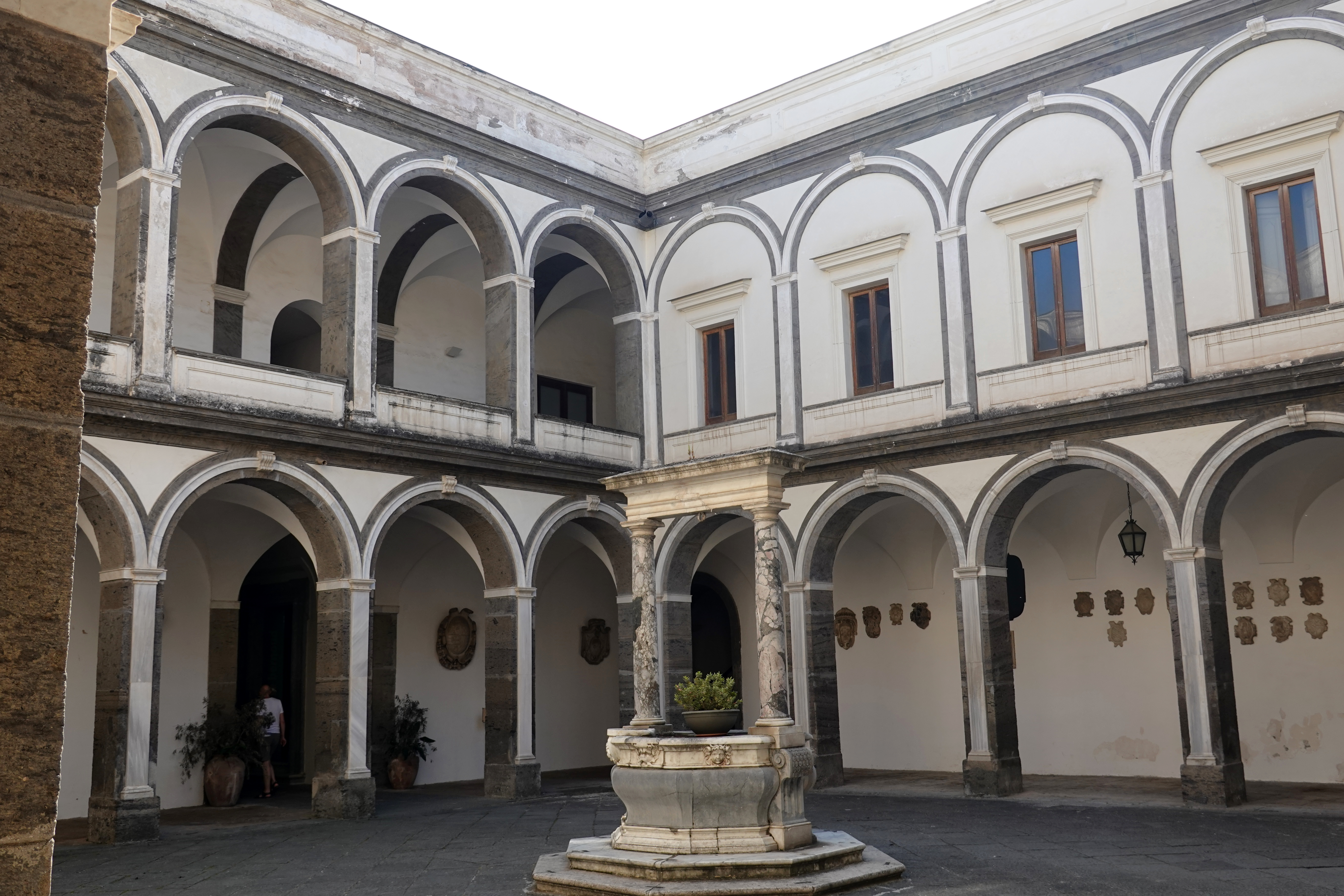
Чертоза Сан-Мартино. Кьостро. Неаполь
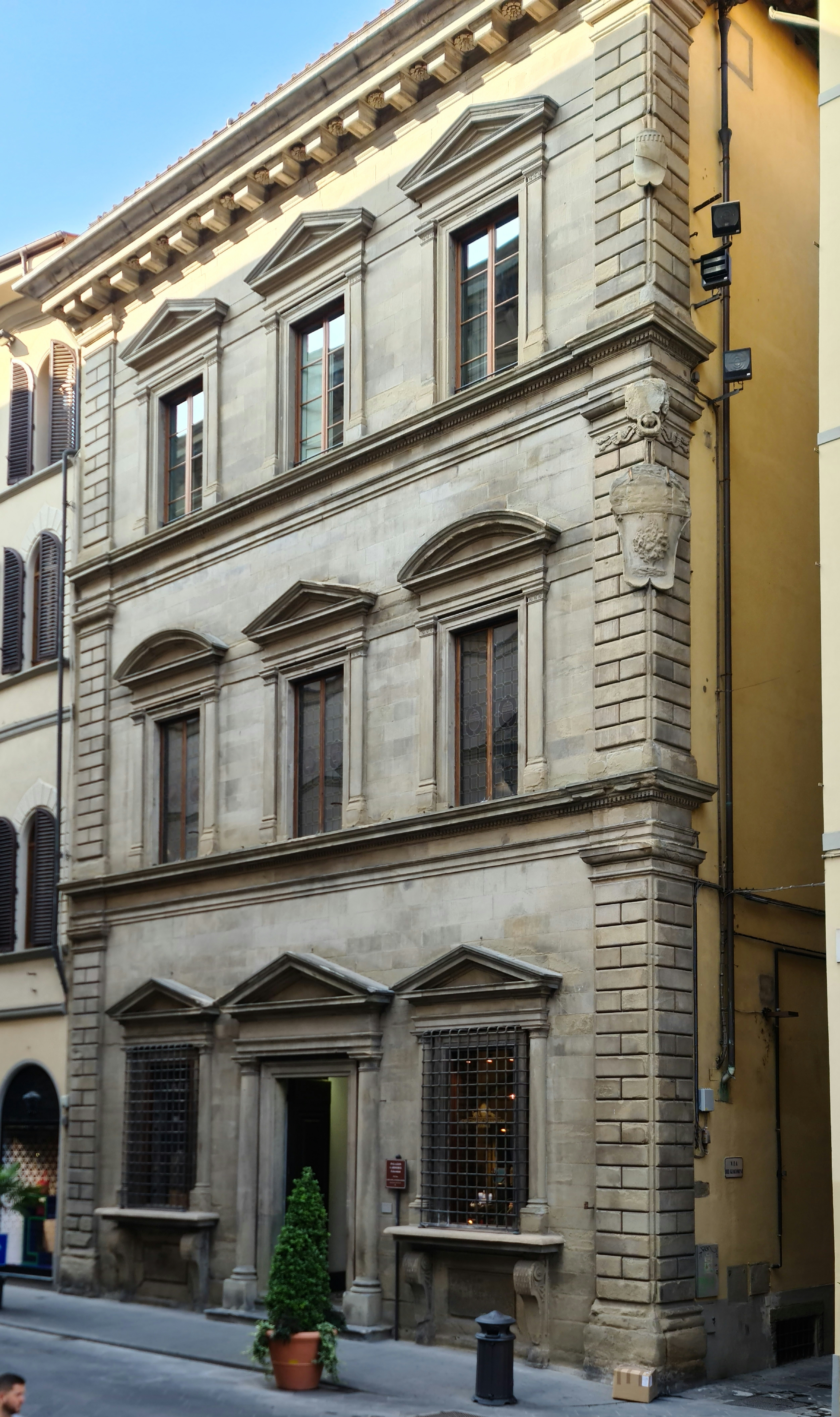
Палаццо Лардерел, Флоренция
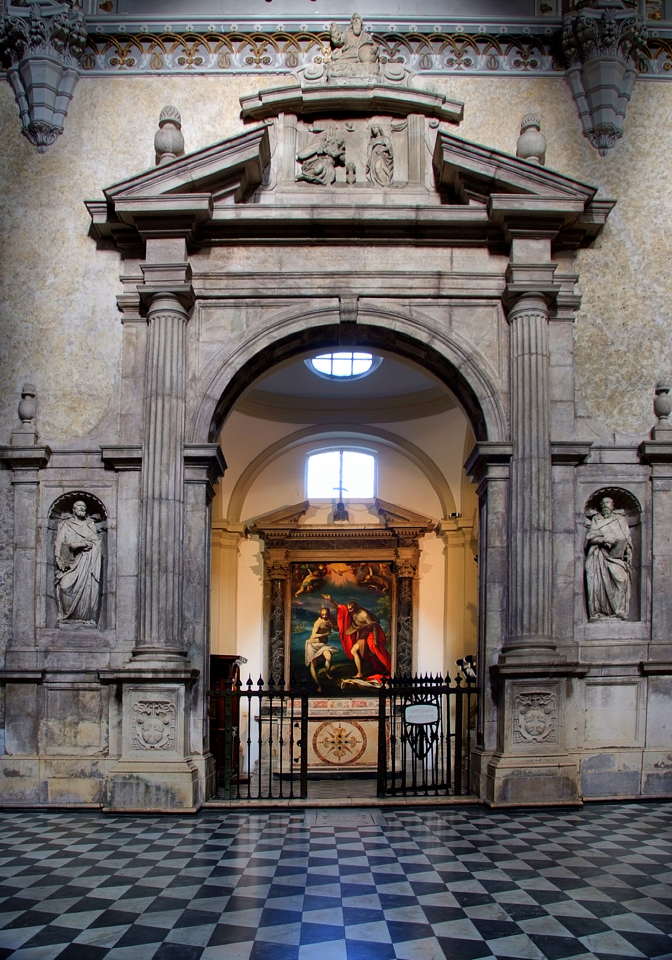
Капелла Бранкаччо. Неаполь, Собор
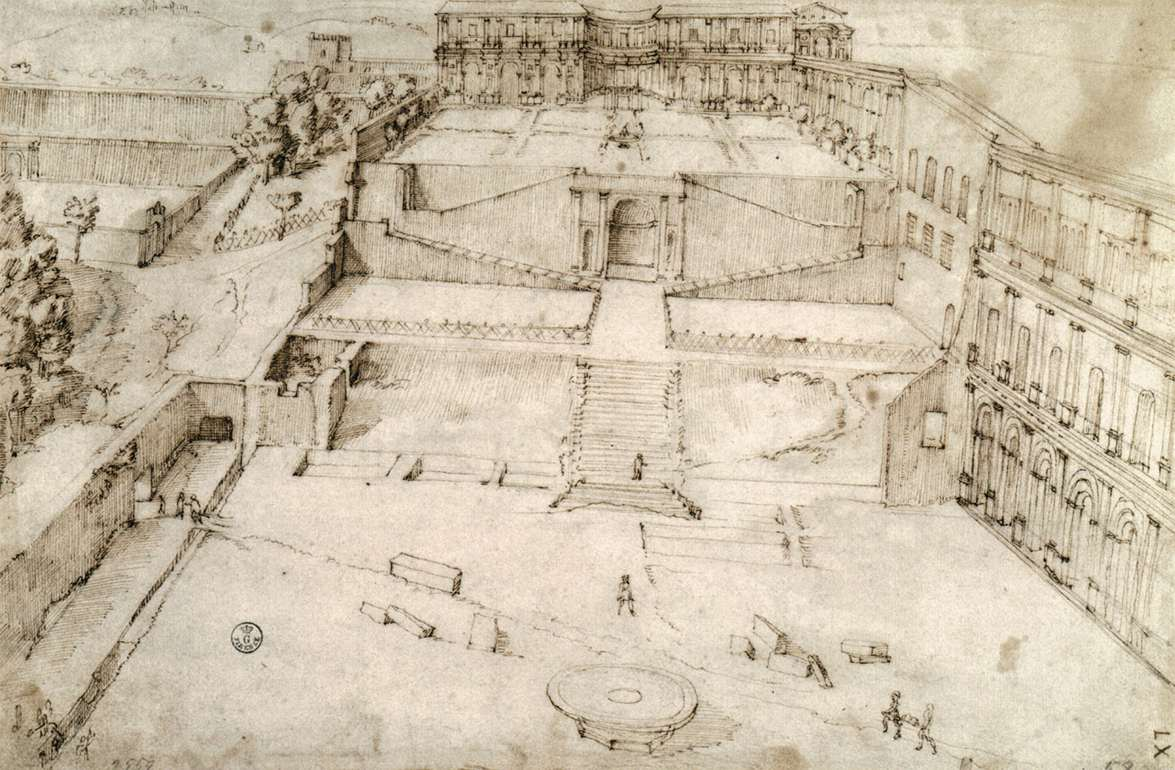
Двор Бельведера в Ватикане по проекту Браманте. Реконструкция. Между 1558 и 1561. Уффици, Флоренция
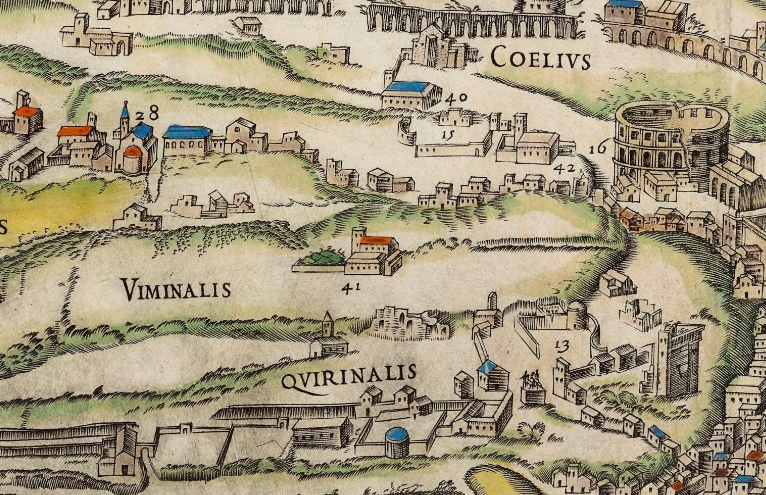
Карта античного Рима. Деталь. 1561
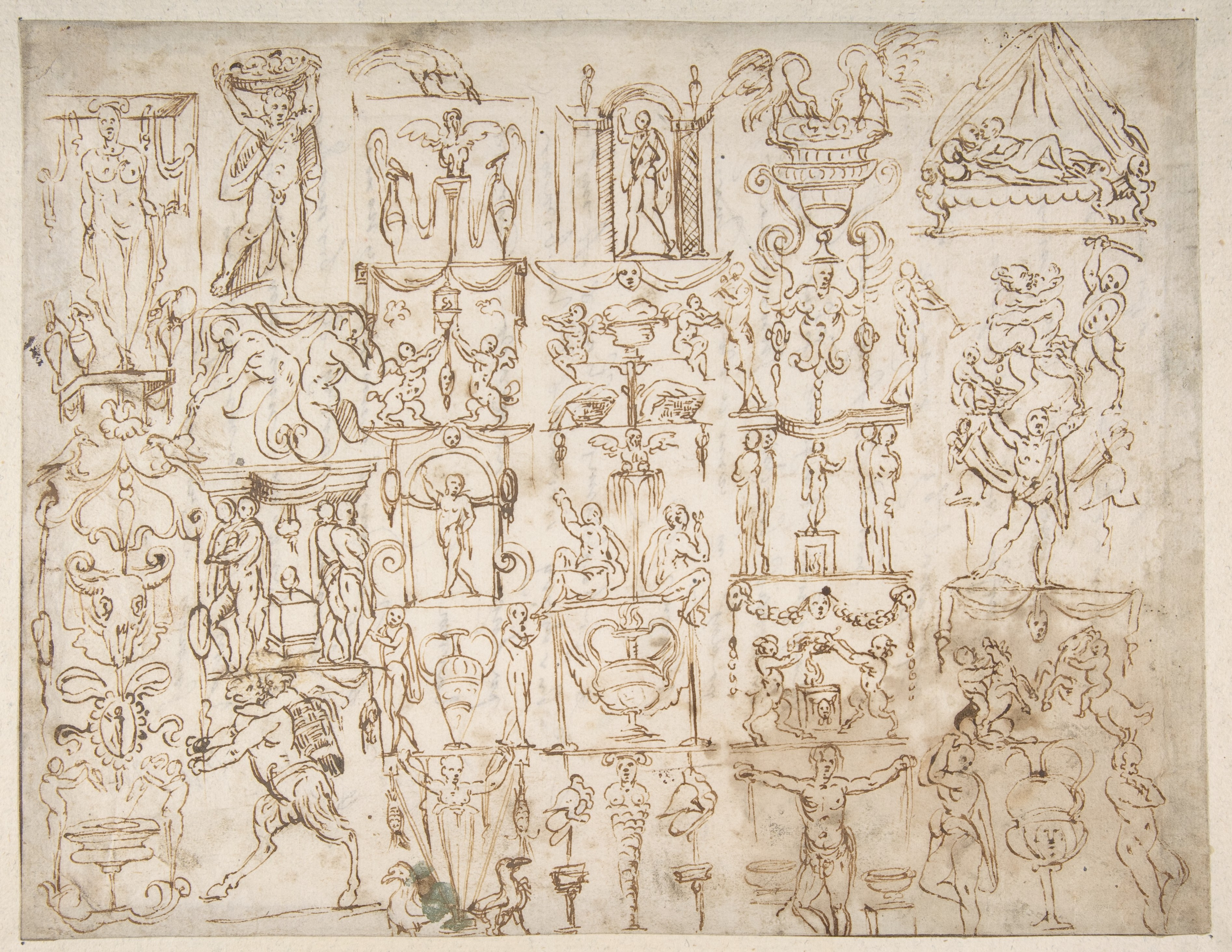
Зарисовки гротесков. Между 1533 и 1609. Метрополитен-музей, Нью-Йорк